# Mabilleodes anabalis
Mabilleodes anabalis là một loài bướm đêm trong họ Crambidae.